# Tuyến xe buýt Luân Đôn–Calcutta
Tuyến xe buýt từ Luân Đôn, Anh đến Calcutta, Ấn Độ (nay là Kolkata) được coi là tuyến xe buýt dài nhất thế giới. Tuyến xe buýt này bắt đầu vào năm 1957, có hành trình từ Anh đến Ấn Độ, đi qua Bỉ, Nam Tư và Tây Bắc Ấn Độ. Tuyến đường này còn được gọi là tuyến đường Hippie. Phải mất khoảng 50 ngày để xe buýt đến Calcutta từ London. Hành trình dài hơn 10.000 dặm (16.000 km) một chiều và 20.300 dặm (32.700 km) khứ hồi. Tuyến xe buýt này được sử dụng cho đến năm 1976. Chi phí cho chuyến đi một chiều là £85 vào năm 1957 (tương đương £2.589 năm 2023) và £145 vào năm 1973 (tương đương £2.215 năm 2023). Số tiền này bao gồm tiền thức ăn, di chuyển và chỗ ở.

## Hành trình
Dịch vụ xe buýt được điều hành bởi Albert Travel. Chuyến xe đầu tiên khởi hành từ London vào ngày 15 tháng 4 năm 1957. Chuyến xe đầu tiên đến Calcutta vào ngày 5 tháng 6, tức là 50 ngày sau đó. Trong suốt hành trình, xe đã đi từ Anh đến Bỉ, và từ đó đến Ấn Độ qua Tây Đức, Áo, Nam Tư, Bulgaria, Thổ Nhĩ Kỳ, Iran, Afghanistan, Pakistan và Tây Bắc Ấn Độ. Sau khi vào Ấn Độ, xe đã đi qua New Delhi, Agra, Allahabad và Banaras để đến Calcutta.

## Trang bị tiện nghi trên xe
Chuyến đi được trang bị các thiết bị hỗ trợ đọc sách, giường ngủ riêng cho tất cả hành khách, lò sưởi chạy bằng quạt và bếp. Có một phòng quan sát ở phía trước trên tầng trên của xe buýt. Nó giống như một chuyến tham quan hơn là một chuyến đi xe buýt thông thường. Xe cung cấp radio và hệ thống âm nhạc cho các bữa tiệc. Có thời gian dừng nghỉ ở các điểm du lịch ở Ấn Độ, bao gồm Banaras và Taj Mahal trên bờ sông Yamuna. Các điểm dừng mua sắm bao gồm Tehran, Salzburg, Kabul, Istanbul và Vienna.

## Lịch sử sau này
Sau một vài năm, xe buýt gặp tai nạn và không sử dụng được nữa. Sau đó, xe buýt được Andy Stewart, một du khách người Anh, mua lại. Ông đã xây dựng lại thành một nhà di động với hai tầng. Chiếc xe hai tầng được đổi tên thành Albert và đã đi từ Sydney đến London qua Ấn Độ vào ngày 8 tháng 10 năm 1968. Phải mất khoảng 132 ngày để xe buýt đến London. Albert Tours là một công ty có trụ sở tại Anh và Úc và hoạt động trên các tuyến đường Luân Đôn–Calcutta–London và Luân Đôn–Calcutta–Sydney.
Xe buýt đến Ấn Độ qua Iran và sau đó đi đến  Singapore qua Myanmar, Thái Lan và Malaysia. Từ Singapore, xe buýt được vận chuyển đến Perth ở Úc bằng tàu thủy và từ đó đi bằng đường bộ đến Sydney. Phí cho dịch vụ này từ London đến Calcutta là 145 bảng Anh. Xe có đầy đủ các tiện nghi hiện đại như trước. Dịch vụ xe buýt này đã ngừng hoạt động vào năm 1976 do các điều kiện chính trị dẫn đến Cách mạng Iran và sự leo thang của căng thẳng giữa Pakistan và Ấn Độ. Albert Tours đã hoàn thành khoảng 15 chuyến đi giữa Kolkata đến London và một lần nữa từ London đến Sydney, trước khi dịch vụ kết thúc vĩnh viễn.